# وفاة أبي نواس وزوجته (قصة خيالية)
وفاة أبي نواس وزوجته هي قصة خيالية تونسية وردت في مجمع الحكايات والأشعار التونسية (بالفرنسية: Tunisische Märchen und Gedichte)  أدرج أندرو لانغ القصة في كتاب الحكايات الخيالية القرمزي (بالانجليزية: The Crimson Fairy Book).

## ملخص الحكاية
كان أبو نواس الشاعر المفضل لدى السلطان. وعندما ماتت زوجته، أخبر السلطان السلطانة أنه يجب عليهم العثور على زوجة أخرى لأبو نواس. كان للسلطانة خادمة رأت أنها مناسبة لأبي نواس، وتم ترتيب الزواج. أنفق أبو نواس وزوجته هدايا الزفاف بإسراف، حتى وجدا نفسيهما فقراء.
أراد أن يرسل زوجته إلى السلطانة لكنها كانت خائفة، فذهب إلى السلطان وأخبره أن زوجته ماتت وليس لديه مال لدفنها، فأعطاه السلطان المال. ثم ذهبت زوجته إلى السلطانة وأخبرتها أن زوجها مات وليس لديها مال لدفنه، فأعطتها سلطانة المال.
التقى السلطان والسلطانة واختلفا حول من مات منهما. وأرسل السلطان حاجبه، فوجد أبو نواس مٌغطيًا زوجته بملاءة، فعاد الرجل وأخبر السلطان أنها الزوجة. أرسلت السلطانة خادمتها، فوجدت زوجة أبو نواس مغطيةً زوجها بملاءة، فعادت إلى سيدتها وأخبرتها أن المُتوفى هو أبو نواس. ذهب السلطان بنفسه مع السلطانة ووجدا أبو نواس وزوجته مغطيين. قال السلطان إنه سيعطي الكثير من المال لمن يستطيع تفسير ذلك، فقفز أبو نواس وقال أعطهم لي إذًا، لا يمكنك أن تجد من يحتاجهم أكثر مني.
ضحك السلطان وأعطى المال لأبي نواس.

## روابط خارجية
- وفاة أبو نواس وزوجته